# Großer Bambuslemur
Der Große Bambuslemur (Prolemur simus), auch Großer Halbmaki oder Breitschnauzen-Halbmaki genannt, ist eine Primatenart aus der Gruppe der Lemuren (Lemuriformes). Er zählt zu den bedrohtesten Lemurenarten.

## Merkmale
Große Bambuslemuren erreichen eine Kopfrumpflänge von 40 bis 42 Zentimetern, der Schwanz ist mit 45 bis 48 Zentimetern etwas länger als der Rumpf. Das Gewicht beträgt 2,2 bis 2,5 Kilogramm. Ihr Fell ist kurz und dicht, es ist überwiegend graubraun gefärbt, wobei die Unterseite etwas heller ist. Der Kopf, die Schultern und die Oberarme sind mehr rötlich braun. Der rundliche Kopf ist ebenfalls graubraun gefärbt, die Schnauze ist kurz und breit. Charakteristisch sind die weißgrauen Ohrbüschel. Die Population des Andringitra-Berglands ist durch ein rötlicheres Fell und die fehlenden Ohrbüschel gekennzeichnet.

## Verbreitung und Lebensraum
Große Bambuslemuren kommen wie alle Lemuren nur auf Madagaskar vor. Ihr heutiges Verbreitungsgebiet umfasst nur mehr eine kleine Region an der Ostküste der Insel, so leben sie im Gebiet des Nationalpark Ranomafana und des Andringitra-Berglands. 2007 wurde eine weitere Population im Torotorofotsy-Feuchtgebiet, ebenfalls im Osten der Insel, entdeckt. Ihr Lebensraum sind mit Bambus bestandene Regenwälder vom Meeresspiegel bis in 1600 Meter Seehöhe.

## Lebensweise
Diese Primaten sind überwiegend tagaktiv, zeigen aber immer wieder auch nachtaktive Phase. Ihre Fortbewegung ist ein senkrechtes Klettern und Springen, sie halten sich in stärkerem Ausmaß als andere Lemurenarten am Boden auf. Sie leben in Gruppen von vier bis sieben (manchmal bis zu elf) Tieren, die Gruppen bestehen aus einem Männchen, einem oder zwei Weibchen und den dazugehörigen Jungtieren. Die Streifgebiete sind mit 40 bis 60 Hektar relativ groß.
Die Nahrung dieser Tiere besteht fast ausschließlich aus Bambusschösslingen und -blättern. Der Riesenbambus Cathariostachys madagascariensis macht bis zu 95 % der Nahrung aus.
Nach rund 140- bis 150-tägiger Tragzeit kommt im Oktober oder November meist ein einzelnes Jungtier zur Welt. Dieses wird mit sieben bis acht Monaten entwöhnt und verlässt die elterliche Gruppe mit drei bis vier Jahren.

## Bedrohung
Fossilienfunde deuten an, dass Große Bambuslemuren früher im Nordwesten, im Norden und im gesamten Osten ihrer Heimatinsel verbreitet waren, das heutige Verbreitungsgebiet umfasst nur rund 1 bis 4 % dieses ursprünglichen Gebietes. Hauptbedrohung dieser Art stellt die Zerstörung ihres Lebensraums durch Brandrodungen und Abholzungen dar. Bei Feldforschungen in den letzten 20 Jahren wurden nur 12 Gruppen mit insgesamt weniger als 100 Tieren festgestellt, die Gesamtpopulation dürfte zu den niedrigsten aller Lemurenarten zählen. Die IUCN listet die Art als „vom Aussterben bedroht“ (critically endangered). Da diese Art bedroht ist, halten sie folgende Zoos in ihrem Bestand: Deutschland: Kölner Zoo, Frankreich: Asson, Besançon, Großbritannien: Burford, Lympne.
Einziger deutscher Halter ist Köln. In Europa gibt es noch Halter in Frankreich und GB.

## Systematik
Bis vor kurzem wurde Art in die Gattung der Bambuslemuren (Hapalemur) eingeordnet. Aufgrund von Unterschieden in der Größe, im Skelett und in der Lebensweise wird sie heute meist in einer eigenen Gattung, Prolemur, geführt.